# Torralba
Torralba (sardisk: Turàlva) er en by og en kommune (comune) i provinsen Sassari i regionen Sardinien i Italien. Byen ligger i 435 meters højde og har 974 indbyggere (2016). Kommunen har et areal på 36,5 km² og grænser til kommunerne Bonnanaro, Bonorva, Borutta, Cheremule, Giave og Mores.